# Togg
Togg sau Compania Mixtă de Automobile din Turcia (turcă Türkiye'nin Otomobili Girişim Grubu A.Ş.) este o companie turcă de automobile fondată ca un joint venture în 2018.

## Modele
- Togg T10X (2023–prezent)[1][2]
- Togg T10F (din 2024)